# Афанасієва Оксана Миколаївна
Окса́на Микола́ївна Афана́сієва (нар. 12 листопада 1975) — українська письменниця.

## Біографія
Народилася 12 листопада 1975 р. в с. Бабчинці колишнього Чернівецького (тепер Могилів-Подільського району) на Вінниччині. Має професійно-технічну освіту, закінчивши Барський гуманітарно-педагогічний коледж ім. М. Грушевського (1994). Працювала вихователькою у дитячому садочку, у відділі освіти, культури, молоді та спорту Бабчинецької сільської громади, зараз — директорка у цій громаді Центру культури і дозвілля, депутатка місцевої сільської ради від партії «Українська стратегія Гройсмана».
Живе у рідному селі.

## Літературна діяльність
Прозаїк. Авторка тематично взаємопов'язаних історичних пригодницьких повістей з елементами нон-фікшн про українську минувшину часів Козаччини: «Коли плаче біла вовчиця» (2017, 2021) та «Орлиний вогнецвіт» (2020). Проза, віршовані твори, краєзнавчі розвідки друкувалися в регіональній періодиці, зокрема журналі «Вінницький край», альманасі "Експрес «Молодість», збірниках «Стожари Поділля», «Перша Ямпільська науково-краєзнавча конференція, 28-29 вересня 2018 р.» та ін.

Учасниця обласного літературного об'єднання «Автограф» та районного літературно-мистецького об'єднання «Мурафські обрії».

Член НСПУ з 2021 р.

## Відзнаки на нагороди
- Літературна премія імені Михайла Стельмаха журналу «Вінницький край» (2018);[3]
- Літературно-мистецька премія «Кришталева вишня» (2020);[4]
- Премія імені Миколи Рябого (2021).[5]